# Retrato de Baltasar Castiglione
El Retrato de Baltasar Castiglione (en italiano, Ritratto di Baldassarre Castiglione) es un cuadro del pintor italiano Rafael. Está realizado al óleo sobre lienzo. Fue pintado hacia 1515, mide 82 cm de alto y 67 de ancho y se conserva actualmente en el Museo del Louvre de París, con el título de Portrait de Baldassare Castiglione, écrivain et diplomate (1478–1529).

## Historia

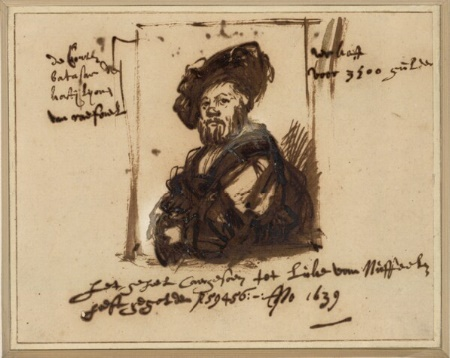
Rembrandt, apunte tomado del retrato de Baltasar Castiglione pintado por Rafael. Dibujo a pluma y tinta sepia sobre papel. Viena, Albertina.

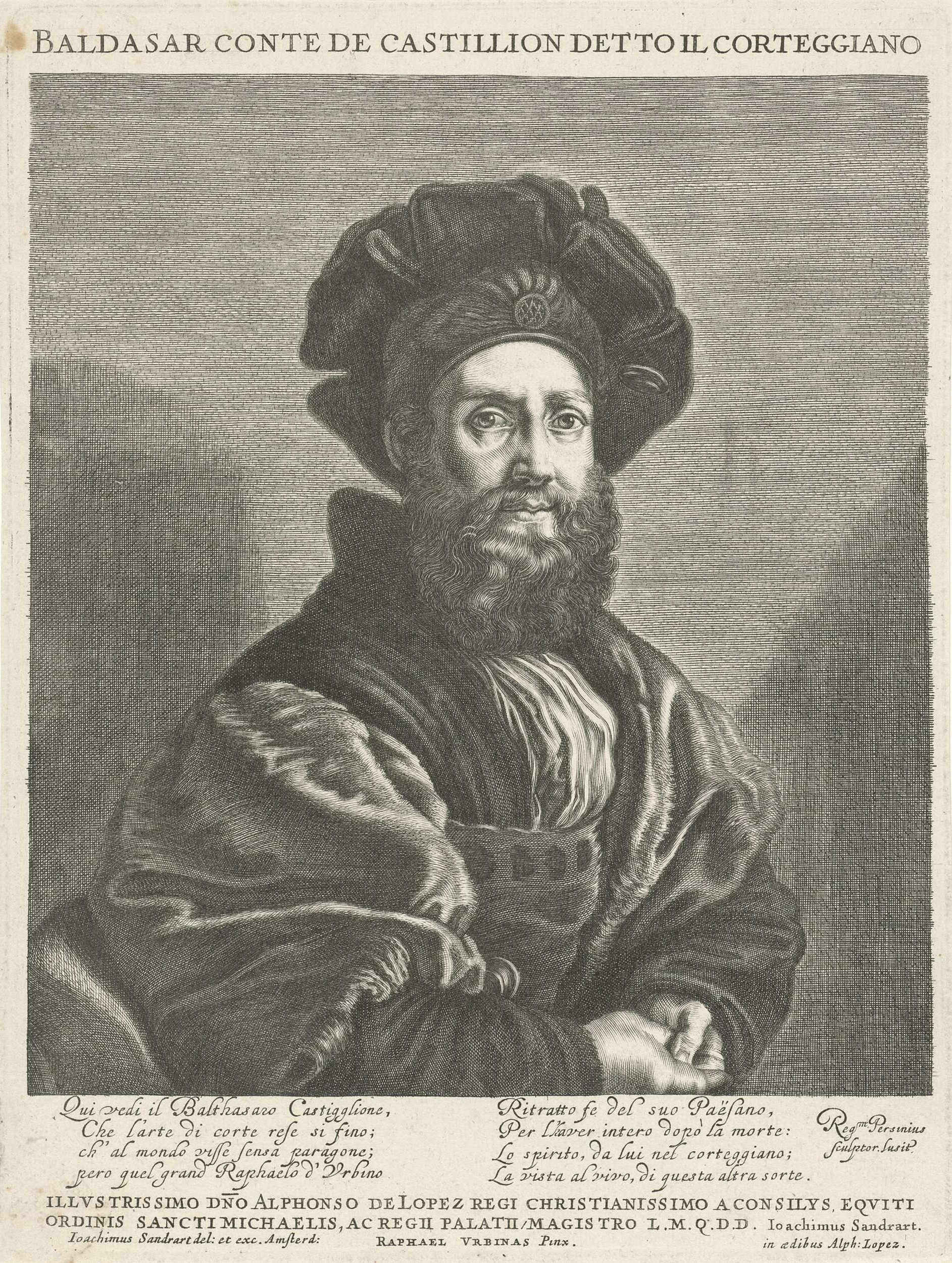
Baltasar Castiglione, grabado de Reinier van Persijn por dibujo de Joachim von Sandrart. Al pie ocho versos en italiano y dedicatoria de Sandrart a López, su propietario.

La autoría de este retrato había sido puesta en duda. De acuerdo con una carta de 1516 de Pietro Bembo al cardenal Bibbiena, «El retrato de M. Baldassare Castiglione... [y el del Duque Guidobaldo di Montefeltro] pudieron ser obra de uno de los alumnos de Rafael». No obstante, la opinión generalizada actual es que sí es obra de Rafael debido a la alta calidad y la magistral combinación de elementos pictóricos que distinguen la pintura, como el afecto inherente en el inteligente y calmado rostro de Castiglione. Las apagadas tonalidades de la ropa y el fondo, inusualmente ligero, indican la mano de un pintor experimentado y hábil, así como la mirada directa del sujeto, que establece un contacto inmediato e íntimo con el observador.
De la casa de los Castiglioni en Mantua, el lienzo pasó a los Países Bajos y fue adquirido en 1630 en Ámsterdam por Lucas van Uffelen, marchante amigo de Van Dyck. En 1639 lo compró Alfonso López, morisco aragonés establecido en Ámsterdam dedicado al comercio de diamantes. Rembrandt, que acudió a la subasta, realizó un apunte rápido del cuadro con una anotación manuscrita al margen en la que indicaba que la obra había sido vendida por la extraordinaria cifra de 3500 florines. En casa de López vio el cuadro Joachim von Sandrart y tuvo la oportunidad de hacer un dibujo de él para ser grabado por Reinier van Persijn. Años más tarde el cuadro fue adquirido por el Cardenal Mazarino y en 1661 entró en la colección de Luis XIV de Francia.
Este retrato ha figurado en diversas exposiciones internacionales. Estuvo expuesto del 25 de marzo al 4 de junio de 2006 en el Museo de Capodimonte dentro de la exposición «Tiziano y el retrato de corte, de Rafael a Carraci». Posteriormente, ha formado parte de la exposición «Louvre Atlanta» celebrada hasta enero de 2007, en el High Museum of Art de Atlanta, Georgia. En 2012-13 participó en la antológica «El último Rafael», coorganizada por el Louvre y el Museo del Prado, y posteriormente se prestó para una de las exposiciones inaugurales del nuevo Museo Louvre-Lens.

## Análisis del cuadro
Es un retrato de Baltasar de Castiglione, nacido en Mantua en 1478, fue una figura literaria activa en la corte de Urbino en los primeros años del siglo XVI; también desempeñó el papel de embajador.
En primer plano resaltan las manos entrelazadas, mientras que los brazos se abren, permitiendo así medir la amplitud del torso.
En este retrato, Rafael capta el ideal de un hombre equilibrado, culto, dominador de sus pasiones, por medio de la entonación recíproca de los colores marcados: las tonalidades oscuras y argénteas de la ropa, la blancura de la camisa. La ropa oscura es propia de la moda borgoñona.